# نواة تبلور

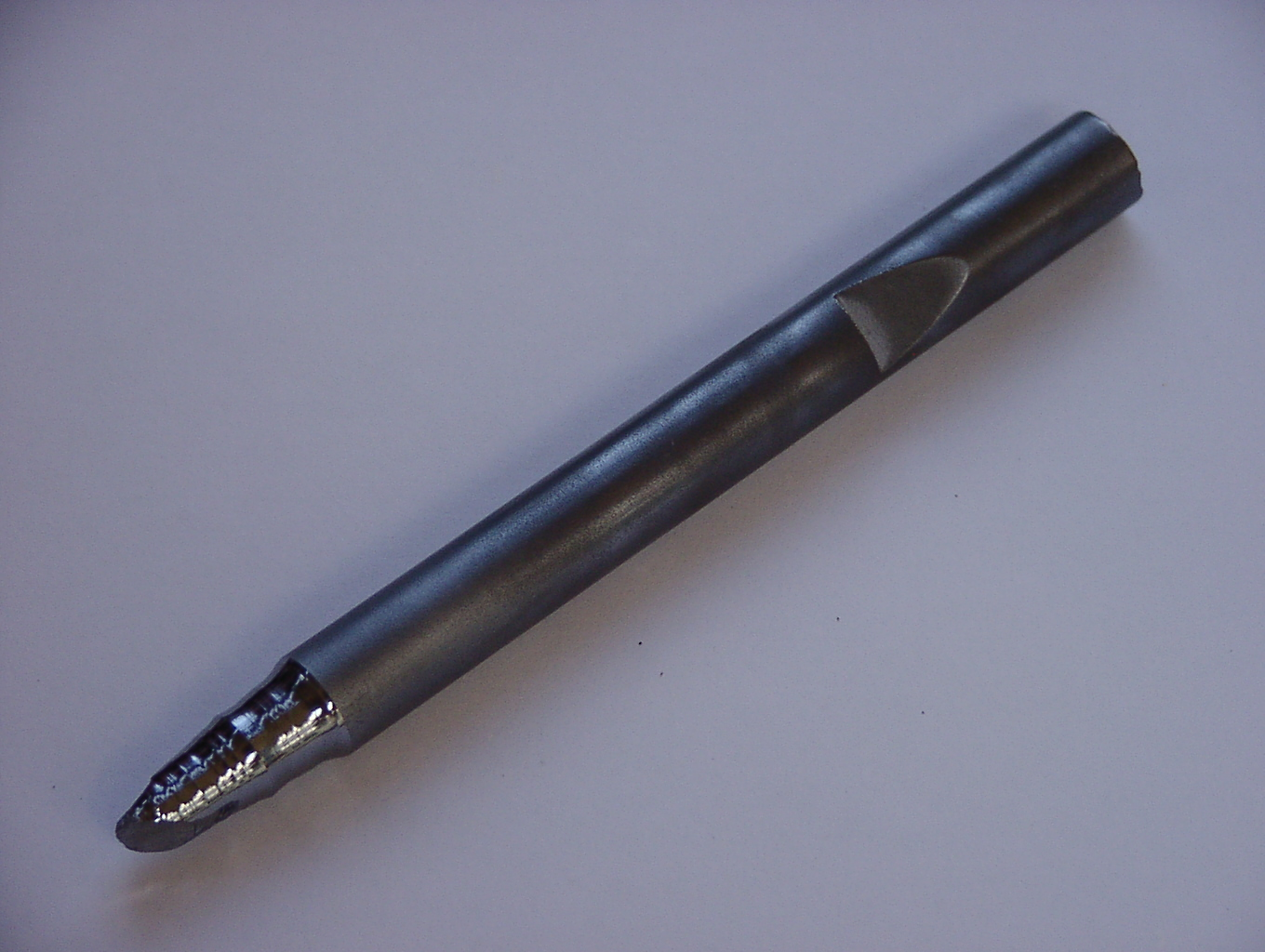

نواة التبلور (أو بذرة بلورة ) عبارة عن قطعة واحدة أو مجموعة من قطع صغيرة من بلورة أحادية لمادة ما، والتي يتكون عن طريقها بلورات أكبر من المادة نفسها، تكون ذات الشكل والترتيب الفراغي لنوى البلورات. يمكن للبلورات أن تنمو عن طريق غمس نواة بلورة في محلول فوق مشبع أو في مصهور مادة، أو عن طريق الإنماء على سطح نواة التبلور عن طريق تمرير بخار المادة عليها.

## المبدأ
يستند مبدأ إنماء البلورات باستخدام نوى التبلور على التآثرات الفيزيائية المتبادلة التي تحصل بين المركّبات في المحاليل، حيث أن بعض الجزيئات تكون حرة الحركة بشكل عشوائي، وهذا التحرك العشوائي يسمح بحدوث تلك التآثرات. يؤدي حدوث هذه التأثرات إلى تحفيز قوى بين جزيئية، وذلك بين الجزيئات حرة الحركة، وتشكّل بذلك قاعدة من أجل تشكيل شبكة بلورية.
إن وضع نواة تبلور في المحلول سيسمح بحدوث عملية إعادة تبلور، مما يقلل من فرص حدوث عمليلت تبلور عشوائية، وبحفز على التبلور وفق نسق وتوجيه واحد. غالباً ما يشار إلى التحول الطوري من مذاب في محلول إلى شبكة بلورية باسم عملية التنوّي.
يفيد استخدام نوى التبلور في تقليص الوقت اللازم لحدوث عملية التنوي أثناء إجراء عملية إعادة التبلور. من الأمثلة على استخدام نوى التبلور في العمليات الصناعية استخدام بلورة مخلقة أو صبة من بلورة أحادية في عملية تشوخرالسكي، والتي لها تطبيقات في صناعة أشباه الموصلات لتحضير الرقائق السيليكونية.

## اقرأ أيضاً
- تبلور
- بنية بلورية